# بونامس
بونامس (به آلمانی: Frankfurt-Bonames) یک منطقهٔ مسکونی در آلمان است که در فرانکفورت واقع شده‌است. بونامس ۶٬۳۱۱ نفر جمعیت دارد.